# Liviu Negoiță (football)
Pour les articles homonymes, voir Negoiță.
Liviu Negoiță est un footballeur roumain né le 8 mai 1977 à Brașov.

## Carrière
- 1996-2000 : Petrolul Ploiești  Roumanie
- 2000-2003 : Astra Ploiești  Roumanie
- 2003-2004 : Petrolul Ploiești  Roumanie
- 2004-2006 : FC Argeș Pitești  Roumanie
- 2006-2007 : Unirea Urziceni  Roumanie
- 2006-2007 : Ceahlăul Piatra Neamț  Roumanie
- 2007-2008 : Dacia Mioveni  Roumanie